# Лампич, Анамария
Анамари́я Ла́мпич (словен. Anamarija Lampič; род. 17 июня 1995, Любляна) — словенская лыжница и биатлонистка. Как лыжница — трёхкратный призёр чемпионатов мира, обладательница Кубка мира в спринтерских гонках, победительница этапа Кубка мира, участница Олимпийских игр.

## Карьера
В международных стартах под эгидой FIS Лампич начала выступать в 2010 году. Два года спустя стала бронзовым призёром чемпионата мира среди юниоров в эстафетной гонке, а на первых Юношеских Олимпийских играх завоевала серебряную медаль в гонке на 5 километров классическим стилем, уступив только россиянке Анастасии Седовой.
На Кубке мира дебютировала в конце 2013 года на спринтерском этапе в итальянском Азиаго, где показала 51-й результат в квалификации и не прошла в основные соревнования. В январе 2015 года на этапе в эстонском Отепя показала 11-е место в спринте классическим стилем, набрав первые кубковые очки. В том же сезоне дебютировала на чемпионате мира, где принимала участие в трёх видах программы. В спринте она показала 36-й результат, в скиатлоне — 45-й, а в эстафетной гонке, которую словенки закончили десятыми, Анамария бежала на первом этапе.
Первую победу в гонке Кубка мира Лампич одержала 3 февраля 2017 в классическом спринте на предолимпийском этапе в корейском Пхёнчхане. Эта победа стала для Словении первой с марта 2011 года, когда также в спринтерской гонке побеждала Петра Майдич.
На чемпионате мира 2017 года в Лахти Анамария Лампич стала 20-й в спринте и восьмой в командном спринте.
Лампич выступала в феврале 2018 года на зимних Олимпийских играх 2018 года. В спринтерской гонке она не сумела выйти в финал и заняла седьмое итоговое место. Она также участвовала в личной раздельной гонке на 10 километров, где заняла 27-е место, а также в эстафете и командном спринте, где финишировала на восьмом и шестом местах, соответственно.
На чемпионате мира 2019 года в Зефельде Анамария Лампич завоевала первую медаль на чемпионатах мира в командном спринте. Словенка выступала в паре с Катей Вишнар и они завоевали серебро, уступив 0,37 секунды чемпионкам из Швеции Стине Нильссон и Мае Дальквист. Лампич также участвовала в эстафете и личной гонке на 10 километров с раздельным стартом, финишировав на 9-м и 20-м местах, соответственно.
Анамария Лампич на чемпионате мира 2021 года в Оберстдорфе завоевала первую личную медаль, став третьей в личном спринте классическим стилем. Эта медаль стала десятой для Словении на чемпионатах мира и третьей индивидуальной наградой (другие две выигрывала Петра Майдич). Лампич уступила серебряному призёру Майкен Касперсен Фалла из Норвегии 0,03 секунды, а чемпионке Йонне Сундлинг из Швеции 2,35 секунды. На том же чемпионате в командном спринте словенки в составе Анамарии Лампич и Эва Уревц вновь завоевали медаль, на этот раз бронзовую. Словенские лыжницы уступили 3,46 секунды чемпионкам из Швеции Йонне Сундлинг и Мае Дальквист, также впереди оказались швейцарские спортсменки Надин Фендрих и Лаурин ван дер Грааф. Также Лампич участвовала в раздельной гонке на 10 км, став 18-й, и в гонке с общего старта на 30 км, заняв итоговое 21-е место.
В мае 2022 года Лампич объявила о переходе в биатлон. На Кубке мира дебютировала на этапе в Хохфильцене, где заняла 5-е место с 3 промахами. На первом для себя биатлонном чемпионате мира 2023 выступила неудачно, заняв 58-е место в спринте и 51-е в гонке преследования. По итогам сезона в общем зачёте Кубка мира стала 48-й. Сезон 2023/24 завершила на 17 месте в общем зачете Кубка мира. Лучшим результатом данного сезона стало 8 место в спринте на этапе Кубка мира в Хохфильцене. Следующий сезон 2024/25 принес Лампич первый подиум. На этапе Кубка мира в Ле Гран-Борнане 20 декабря 2024 года словенка завоевала бронзу в спринте, допустив при этом три промаха. 

## Выступления на чемпионатах мира
| Чемпионат мира  | Спринт | Командный спринт | 10 км | 7.5+7.5 км | 30 км | Эстафета |
| --------------- | ------ | ---------------- | ----- | ---------- | ----- | -------- |
| 2015 Фалун      | 36     | —                | —     | 44         | —     | 10       |
| 2017 Лахти      | 20     | 8                | —     | —          | —     | —        |
| 2019 Зефельд    | 17     | 2                | 20    | —          | —     | 9        |
| 2021 Оберстдорф | 3      | 3                | 18    | —          | 21    | —        |